# ستيف بورتر (مغني)
ستيفن كارل بورتر (1864-13 يناير 1946) فنان أمريكي رائد في مجال التسجيل، سجل على نطاق واسع للعديد من شركات التسجيل في تسعينيات القرن التاسع عشر وأوائل القرن العشرين. كان أيضًا رائد أعمال ساعد في تأسيس صناعة التسجيلات في الهند في السنوات الأولى من القرن العشرين، ونجح في تسويق شكل جديد من أدوات المساعدة على السمع.

## وصلات خارجية
- ستيف بورتر على موقع ميوزك برينز (الإنجليزية)
- ستيف بورتر على موقع ديسكوغز (الإنجليزية)